# Aurigeno
Aurigeno je selo u Švicarskoj. Pripada okrugu Val maggiu, u istoimenoj dolini Val maggi.
Ime sela je prvi put zabilježeno 1276. godine kao Urigeno. 1709. godine imalo je 398 stanovnika, a smanjilo se na 302 stanovnika 1801. godine. 1850. ima 297, 1900. 219, 1950. 214 i 1970. 127. Selo bilježi rast od 1990. godine s 316 stanovnika i 384 od 2003. godine. Površina iznosi 11,04 km².
Jezici u Aurigenuo su talijanski i ticinski dijalekt (ticinées).